# Imeriorpheusmierkruiper
De Imeriorpheusmierkruiper (Hypocnemis flavescens) is een zangvogel uit de familie Thamnophilidae (miervogels).

## Verspreiding en leefgebied
Deze soort komt voor in het noorden van het Amazonegebied en telt twee ondersoorten:
- H. f. flavescens: oostelijk Colombia, zuidelijk Venezuela en noordwestelijk Brazilië.
- H. f. perflava: centraal Roraima (Brazilië).

## Status
De grootte van de populatie is niet gekwantificeerd maar de soort wordt omschreven als vrij algemeen. Op de Rode lijst van de IUCN heeft deze soort de status niet bedreigd.